# Caerano di San Marco
Caerano di San Marco (Carean in veneto) è un comune italiano di 7 853 abitanti della provincia di Treviso in Veneto.

## Geografia fisica

### Territorio
Il territorio di Caerano di San Marco è in gran parte pianeggiante, con altitudini che variano dai 100 m s.l.m. ai 200 m. Il paesaggio si caratterizza per la presenza di un piccolo rilievo, continuazione naturale del Montello, noto come Montelletto e localmente come le Rive di Caerano situato a nord-est del comune. La zona è naturalmente povera di corsi d'acqua ma l'approvvigionamento idrico è assicurato, sin dai tempi antichi, da un sistema di canali artificiali derivanti dal Piave. Si tratta in particolare del Canale di Caerano, meglio conosciuto come Brentella (Brentèa), diramazione della Brentella di Pederobba.

### Clima
Il clima è subcontinentale con estati calde e afose. Spesso possono manifestarsi forti temporali con grandinate e occasionalmente trombe d'aria. L'inverno ha temperature che di notte occasionalmente possono andare sotto lo zero con gelate. Le nevicate non sono molto frequenti e quando si verificano, il manto nevoso non supera i 10 centimetri.

## Storia
Caerano di San Marco è stata fin dall'antichità sede di insediamenti umani. In particolare sulle Rive, negli ultimi anni, sono stati rinvenuti i resti di strumenti e materiale in terracotta o argilla, attribuibili all'uomo di Neanderthal; altri reperti nella stessa località testimoniano il passaggio dell'Homo sapiens.
Molto scarse sono le tracce lasciate dai Paleoveneti, nonostante la vicinanza all'importante insediamento di Montebelluna. Rari anche i reperti di epoca romana, probabilmente perché buona parte della zona non fu centuriata (e quindi colonizzata e coltivata), ma rimase legata al castrum di Montebelluna con funzioni prettamente militari. Fa eccezione un sarcofago rinvenuto nel 1961 in località Lavaggio, oggi conservato al Museo civico di Treviso: collocabile nel periodo severiano, sarebbe appartenuto a un liberto di origine greca e alla sua consorte.
Il toponimo dovrebbe essersi originato in questo periodo, essendo un prediale derivato dal nome proprio Cavarius o Caprius.
Del periodo alto-medievale non ci è pervenuta alcuna notizia relativa a Caerano. Certamente la località risentì degli eventi che coinvolsero il territorio circostante, in particolare l'invasione degli Ungari del IX-X secolo che attaccarono il castello di Montebelluna.
La prima citazione del paese è contenuta in un atto notarile del 27 gennaio 1148, con il quale si permutava tra il vescovo di Treviso Gregorio e il decano dei Canonici Lodovico peciam unam de terra in villa de Cairano, supra ripam. Del 1297 è invece la più antica attestazione della cappella di San Marco che ha dato nome al paese; l'edificio si trovava poco più a nord del sagrato dell'attuale parrocchiale, dove sorgeva il nucleo originale di Caerano.
Nei documenti tra il XIII e il XIV secolo abbondano i riferimenti alle località minori, i cui toponimi sono tuttora in uso (Lavaggio, le Rive, Campagna). Si ricorda, inoltre, il Catasticum Agri Tarvisini del primo Quattrocento che, elencando le strade della Marca Trevigiana, dà una panoramica dell'antico sistema viario di Caerano.
Per quanto riguarda la situazione politica, nel basso medioevo il paese continuò a seguire le sorti di Montebelluna, a sua volta gravitante attorno a Treviso. Fu prima possedimento degli Ezzelini, quindi degli Scaligeri, infine della Serenissima. La presenza veneziana fu inizialmente osteggiata, tanto che nel 1356 la zona di Montebelluna si sollevò contro i nuovi occupanti. Ma nel 1359 venne conclusa la pace e l'area fu riorganizzata dal punto di vista amministrativo, assegnando Caerano al terzo vicariato del distretto di Montebelluna.
Nel XV secolo avvenne lo scavo della Brentella che, deviando una parte delle acque del Piave verso la pianura della riva destra, portò notevoli benefici dal punto di vista economico e demografico. Le sue acque non favorirono solo l'agricoltura, ma fornirono la forza motrice necessaria ad azionare mulini e opifici, richiamando molta manodopera dall'esterno.
Questo periodo di stabilità e relativa prosperità fu interrotto dalla guerra della Lega di Cambrai, che proprio a Caerano portò gravi devastazioni.
Alla caduta della Serenissima del 1797 seguì l'incerto periodo che vide l'alternarsi delle amministrazioni austriaca e francese.

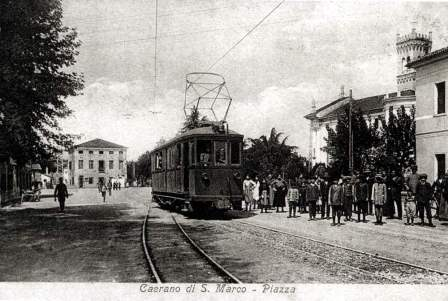
Vecchia cartolina stazione del tram (1915-1931)

Durante il Plebiscito del Veneto del 1866, a Caerano, quattro contadini offesero il tricolore.
Passato il Veneto definitivamente all'Austria, di questi anni si ricorda il lascito della famiglia Benzi Zecchini, che impegnava la Casa di Riposo di Venezia a mantenere gratuitamente i poveri di Caerano. Questo attirò in paese un gran numero di indigenti dai comuni vicini, portando a un'ulteriore crescita della popolazione.

### Il Novecento
Dal 1928 al 1946 perse la sua autonomia comunale diventando frazione di Montebelluna.

### Simboli
Lo stemma comunale e il gonfalone sono stati concessi con decreto del presidente della Repubblica del 20 febbraio 1985.
Il gonfalone è un drappo partito di rosso e di giallo.

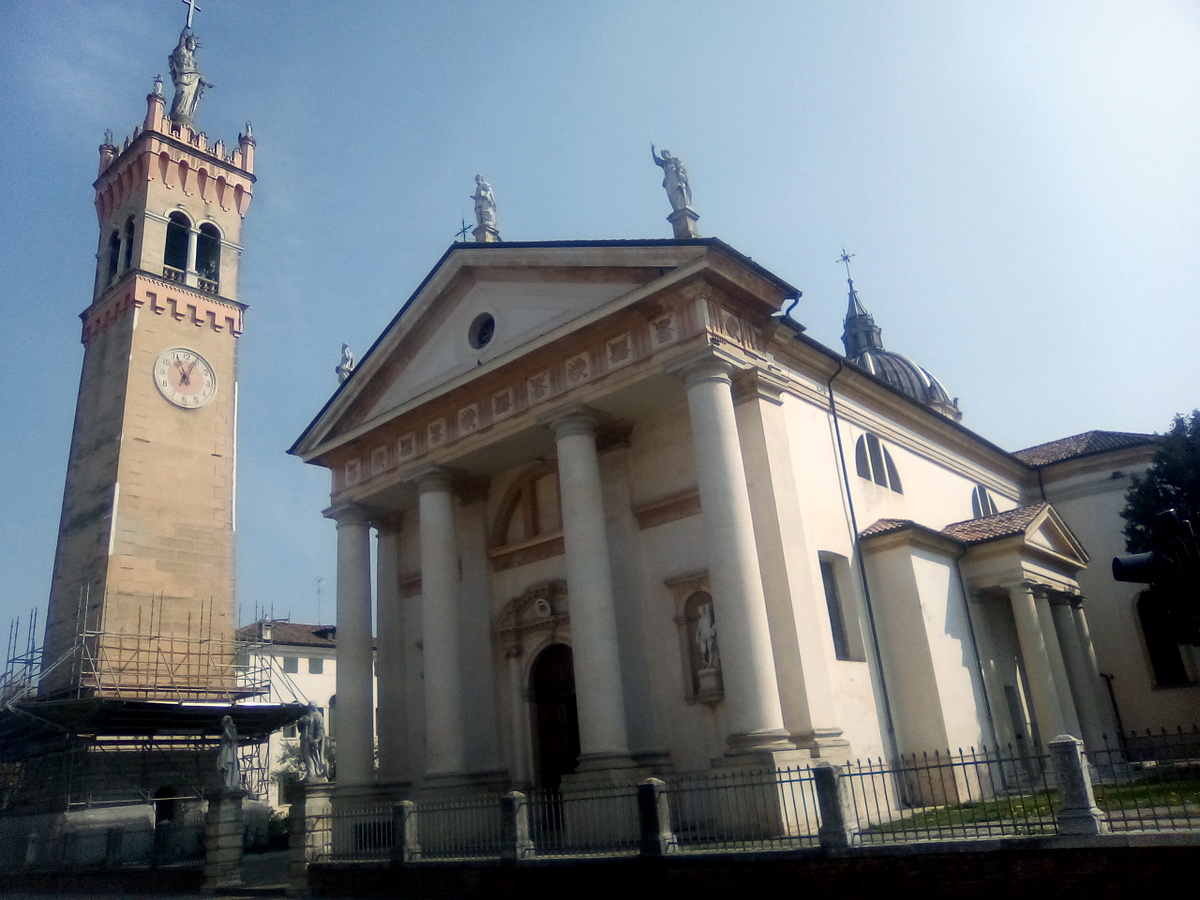
Chiesa Parrocchiale di San Marco

## Monumenti e luoghi d'interesse

### Chiesa parrocchiale di San Marco Evangelista
Verso la fine del XVII secolo si diede avvio alla costruzione della chiesa la quale fu ampliata fra il 1906 e il 1908 con cappelle e cupola. La sua facciata è attribuita a Giordano Riccati da Castelfranco Veneto e presenta colonne d'ordine dorico portanti la trabeazione ed il frontespizio. All'interno si possono ammirare il bell'affresco del soffitto Assunzione della Vergine opera di Giambattista Canal, il Crocifisso con le due Marie di Francesco Pittoni e la Madonna Assunta col San Giovanni Battista e sant'Antonio abate di Ambrogio Bon. Ad arricchire questo patrimonio è presente all'interno un prezioso organo del 1746 di Pietro Nacchini. All'esterno, attorno alla chiesa, vi sono il sagrato, un tempo cimitero, rinserrato da una recinzione fin dal 1886, la canonica con stucchi del XVIII secolo e il campanile ricostruito nel 1903.

### Villa Benzi Zecchini

Villa Benzi Zecchini

Nel sedicesimo secolo una nobile famiglia decise di trasferirsi dove oggi sorge Caerano di San Marco, comprò alcuni terreni e costruì il complesso oggi conosciuto come Villa Benzi Zecchini. Nel corso dei secoli ci fu un susseguirsi di proprietari della villa fino al 1980, quando il Comune l'acquistò. Dopo qualche anno di complessi restauri, l'amministrazione comunale decise di trasformare la villa nel centro culturale del Comune di Caerano di San Marco ed erigerla a fondazione; contemporaneamente le scuderie e i granai furono convertiti nell'odierno teatro "Giuseppe Maffioli".
Oggi, la fondazione Villa Benzi Zecchini si occupa di attività culturali, come convegni, mostre, conferenze, concerti e spettacoli.

### Villa Rovero Forcellini
Al complesso, cintato da un basso muro di ciottoli e corsi di mattone, si accede attraverso un portale bugnato con piedritti; affacciati sulla corte tenuta a giardino vi sono la villa, una barchessa sul lato est ed un annesso sul lato ovest, prospiciente la strada. La villa, costruita attorno al XVI secolo, è caratterizzata architettonicamente dal frontone della facciata il quale è sostenuto da pilastri segnanti la sala centrale della villa, perno distributivo di tutti gli ambienti; superiormente il prospetto principale è completato da una trifora centrale. All'interno della villa dopo l'intervento di restauro dell'Ente Ville Venete, è possibile contemplare affreschi di pittori minori attribuibili alla scuola del Veronese i quali rappresentano scene agresti e stemmi araldici.

## Società

### Evoluzione demografica
Abitanti censiti

### Etnie e minoranze straniere
Al 31 dicembre 2023 gli stranieri residenti nel comune erano 1 119, ovvero il 14,2% della popolazione. Di seguito sono riportati i gruppi più consistenti:
1. Cina 262
2. Romania 257
3. Marocco 149
4. Albania 118
5. Macedonia del Nord 92
6. Ucraina 31
7. Nigeria 29
8. Senegal 26

## Economia

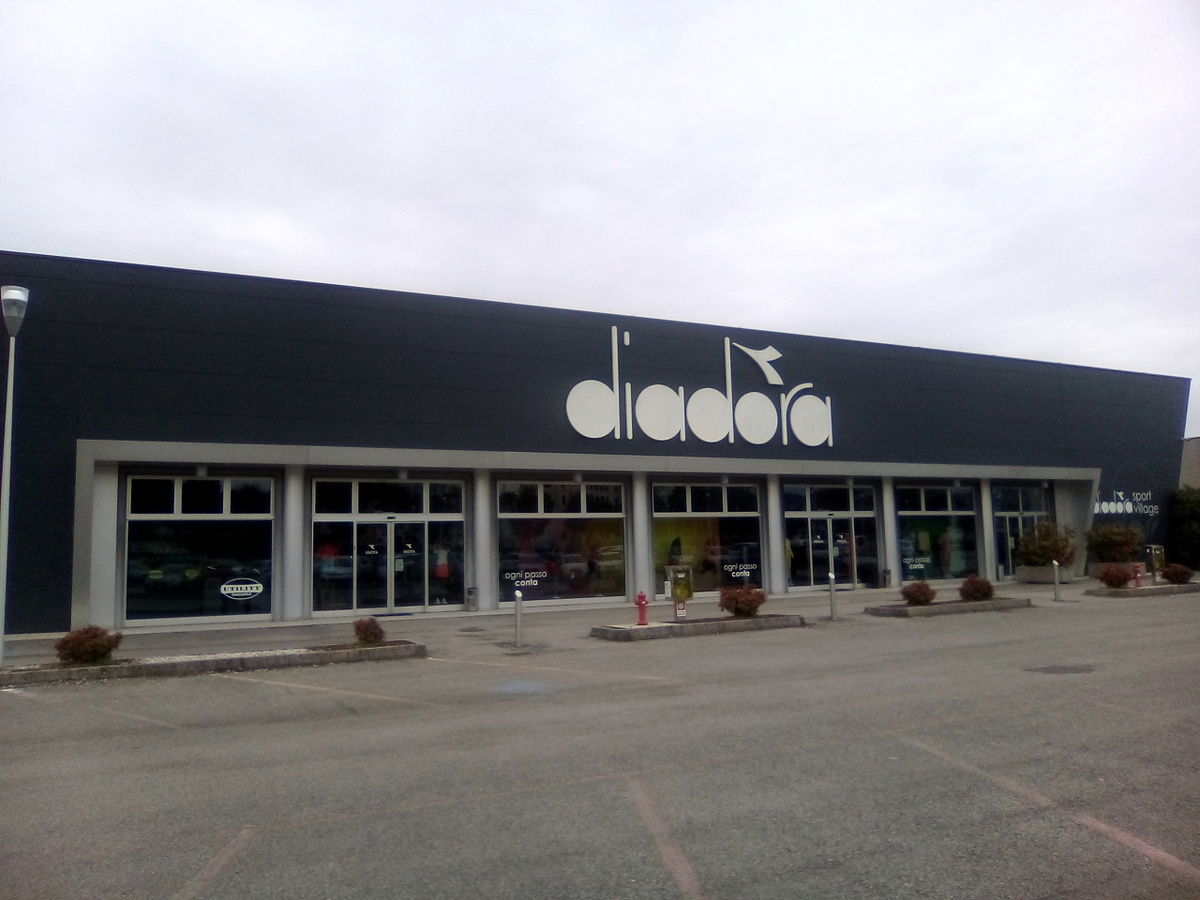
negozio Diadora annesso allo stabilimento

Nel comune di Caerano di San Marco fino al cosiddetto miracolo del nord est l'economia era per lo più basata sull'agricoltura; dopo il boom economico che interessò l'Italia nord-orientale a Caerano, come in tutto il Veneto, si svilupparono delle aziende, per lo più di abbigliamento. Tutt'oggi a Caerano hanno sede alcune note industrie di abbigliamento quali Sanremo, Sanmarco e Diadora. Quest'ultima è una società italiana, creata nel 1948 da Roberto Danieli, che produce calzature sportive, t-shirt e altri articoli quali zaini e borse, ed è attiva in 46 paesi al mondo; arrivò alla ribalta nel 1976 con i Giochi della XXI Olimpiade di Montréal.

## Infrastrutture e trasporti
Posta lungo la ex Strada statale 248 Schiavonesca-Marosticana ora provinciale, dal 1913 al 1931 Caerano di San Marco fu servita da una stazione della Tranvia Montebelluna-Asolo, che rappresentò al tempo un importante strumento di sviluppo per l'economia della zona.

## Amministrazione

### Gemellaggi
- Boissise-le-Roi, dal 2002

### Altre informazioni amministrative
La dicitura "di San Marco", riferita al patrono del paese, è stata aggiunta alla denominazione del comune con il RD 20 febbraio 1872 n. 732.
La circoscrizione territoriale ha subito le seguenti modifiche: nel 1928 il comune viene soppresso e i suoi territori aggregati al comune di Montebelluna; nel 1946 il comune viene ricostituito (Censimento 1936: pop. res. 3348).

## Sport
- A.S.D. Caerano Calcio, società calcistica che milita nel Campionato di Promozione.[17]
- Pallacanestro Caerano, società di pallacanestro che milita nel Campionato di Promozione del Comitato Regionale Veneto[18]
- Unione sportiva Caerano, polisportiva che ha promosso ed avviato a Caerano l'attività sportiva giovanile di diverse discipline sportive: pallavolo, pallacanestro, tennis, tennis tavolo, atletica leggera. Nel tempo poi alcune discipline hanno continuato con la costituzione di società autonome dedicate. Il tennis con la costituzione di un Tennis Club, la pallacanestro con la Pallacanestro Caerano, la pallavolo con i Colori del Volley che oggi milita in 2ª Divisione Femminile.